# Fonds-Saint-Denis
Fonds-Saint-Denis (Martinique-Kreolisch: Fonsendèni) ist eine französische Gemeinde in Martinique. Sie gehört zum Arrondissement Saint-Pierre. Die Einwohner nennen sich Denisiens.

## Geographie
Fonds-Saint-Denis liegt im Norden der Insel Martinique, zwischen der Montagne Pelée und den Pitons du Carbet. Die Nachbargemeinden sind Saint-Pierre, Le Morne-Rouge, Le Carbet und Fort-de-France.

## Bevölkerungsentwicklung
| 1961 | 1967 | 1974 | 1982 | 1990 | 1999 | 2006 | 2008 | 2011 |
| ---- | ---- | ---- | ---- | ---- | ---- | ---- | ---- | ---- |
| 1531 | 1302 | 1191 | 1044 | 977  | 947  | 889  | 873  | 843  |